# Shorttrack op de Olympische Winterspelen 2010 - Relay mannen
De 5000 meter relay mannen tijdens de Olympische Winterspelen 2010 vond plaats in het Pacific Coliseum op woensdag 17 februari met de halve finales en op vrijdag 26 februari met de finales.

## Uitslagen

### Halve finales

#### Heat 1
| # | Land             | Namen                                                                 | Tijd     | Bijz. |
| - | ---------------- | --------------------------------------------------------------------- | -------- | ----- |
| 1 | Zuid-Korea       | Kim Seoung-il Kwak Yoon-gy Lee Ho-suk Sung Si-bak                     | 6.43,845 | QA    |
| 2 | Verenigde Staten | J.R Celski Simon Cho Travis Jayner Apolo Anton Ohno                   | 6.46,369 | QA    |
| 3 | Frankrijk        | Maxime Chataignier Thibaut Fauconnet Benjamin Mace Jean Charles Matei | 6.51,071 | ADV   |
| 4 | Italië           | Nicolas Bean Yuri Confortola Claudio Rinaldi Nicola Rodigari          |          | DSQ   |

#### Heat 2
| # | Land             | Namen                                                                   | Tijd     | Bijz. |
| - | ---------------- | ----------------------------------------------------------------------- | -------- | ----- |
| 1 | China            | Han Jialiang Liu Xianwei Ma Yunfeng Song Weilong                        | 6.43,601 | QA    |
| 2 | Canada           | Guillaume Bastille Charles Hamelin Olivier Jean Francois-Louis Tremblay | 6.43,610 | QA    |
| 3 | Duitsland        | Paul Herrmann Tyson Heung Sebastian Preus Robert Seifert                | 6.47,289 | QB    |
| 4 | Groot-Brittannië | Anthony Douglas Jon Eley Tom Iveson Jack Whelbourne                     | 6.50,618 | QB    |

### Finale

#### A-Finale
| #      | Land             | Namen                                                                 | Tijd     | Bijz. |
| ------ | ---------------- | --------------------------------------------------------------------- | -------- | ----- |
| Goud   | Canada           | Charles Hamelin Francois Hamelin Olivier Jean Francois-Louis Tremblay | 6.44,224 |       |
| Zilver | Zuid-Korea       | Kwak Yoon-gy Lee Ho-suk Lee Jung-su Sung Si-bak                       | 6.44,446 |       |
| Brons  | Verenigde Staten | J.R Celski Travis Jayner Jordan Malone Apolo Anton Ohno               | 6.44,498 |       |
| 4      | China            | Han Jialiang Liu Xianwei Ma Yunfeng Song Weilong                      | 6.44,630 |       |
| 5      | Frankrijk        | Maxime Chataignier Thibaut Fauconnet Jeremy Masson Jean Charles Matei | 6.51,566 |       |

#### B-Finale
| # | Land             | Namen                                                    | Tijd     | Bijz. |
| - | ---------------- | -------------------------------------------------------- | -------- | ----- |
| 6 | Groot-Brittannië | Anthony Douglas Jon Eley Jack Whelbourne Paul Worth      | 6.50,045 |       |
| 7 | Duitsland        | Paul Herrmann Tyson Heung Sebastian Preus Robert Seifert | 6.50,119 |       |